# Silwanos Petrus Issa Al-Nemeh
Mor Silwanos Petrus Issa Al-Nemeh (Saddad, (Syrië), 4 september 1968), is aartsbisschop van de Syrisch-Orthodoxe Kerk van Antiochië in Homs en Hama, Syrië.
Hij is geboren op 4 september 1968 in Saddad, Syrië. Kort na zijn studie betrad bij het Syrisch-orthodoxe theologische seminarie in Damascus en studeerde daar af.
In een latere periode werd hij monnik en in 1994 werd hij gewijd tot priester. Van 1991 tot 1996 studeerde hij theologie aan de Griekse Universiteit van Athene. Daarna was hij drie jaar in pastorale dienst van het Syrische-orthodoxe patriarchaal vicariaat in Brazilië.
Op 12 december 1999 wijdde patriarch Mor Ignatius Zakka I Iwas monnik Issa Al-Nemeh tot metropoliet met de naam Silwanos Petrus in de Moeder Godskerk in Homs. Hij werd de opvolger van de oude metropoliet Mor Malatius Barnaba van het aartsbisdom Homs en Hama in Syrië.